# Manuel Núñez Gil
Manuel Núñez Gil (Santa Ana de Trujillo, 3 de abril de 1934) es un intelectual dedicado a la educación, político, trabajador social, escritor en temas de opinión y crítica. Es el creador de: Bandera del Estado Trujillo, Escudo del Municipio Pampán del Estado Trujillo, Símbolo o Escarapela de Batallón de Reserva Militar "Batalla de Niquitao" del Estado Trujillo, Logo de la Fundación de Pueblos Homónimos "Los Santa Ana de Venezuela".  Actualmente reside en la histórica población de Santa Ana del Estado Trujillo.

## Biografía
Manuel Núñez Gil nació en Santa Ana del Estado Trujillo. Es hijo de Víctor Manuel Núñez González y de Elda María Gil Morales, entre sus hermanos podemos nombrar a Rómulo Segundo Núñez Gil.  Entre sus antepasados se incluye a Giussepe Paolini Miliani un Italiano proveniente de la Isla de Elba que dedicó parte de su juventud en la construcción del interoceánico  Canal de Panamá, luego en Venezuela se radicó en la zona rural del Estado Trujillo, dedicado a la agricultura, música, pintura, entre otros. Manuel Núñez Gil se crio entre el pueblo y el campo, donde adquiere sus primeros estudios y sus experiencias en agricultura y otros menesteres; desde temprana edad forma parte del aspecto político, tanto local como regional, siendo detenido a la edad de 16 años por haber publicado algunos panfletos en contra del candidato presidencial Marcos Pérez Jiménez. A raíz de la caída de la dictadura, desempeña sus primeros cargos públicos y a partir del 15 de octubre de 1959 ingresa al Magisterio Nacional en su condición de Maestro. A través de estudios realizados en el Instituto Profesional del Magisterio obtiene el título de Normalista y en 1971 es ascendido al cargo de Director del Grupo Escolar "27 de noviembre de 1820" lo que le permite proseguir estudios para obtener el título de "Perfeccionamiento de Directores de Escuelas Primarias" en el Centro Interammericano de Educación Rural (CIER) Estado Táchira. Obtiene su jubilación a partir del 1 de enero de 1983, entregada en el Palacio de Miraflores de manos del Presidente Dr. Luis Herrera Cámpins el 12 enero del mismo año.
En 1990 es elegido por votación popular Concejal para el naciente Municipio Pampán del Estado Trujillo, donde realiza un trabajo dirigido a la conformación del Municipio, lucha comunitaria y social. Concluido el periodo correspondiente se dedica a la caficultura al lado de sus hijos. A finales de 1994 a través de un concurso auspiciado por el Ejecutivo regional del Estado Trujillo es Ganador de la creación de la Bandera Regional.

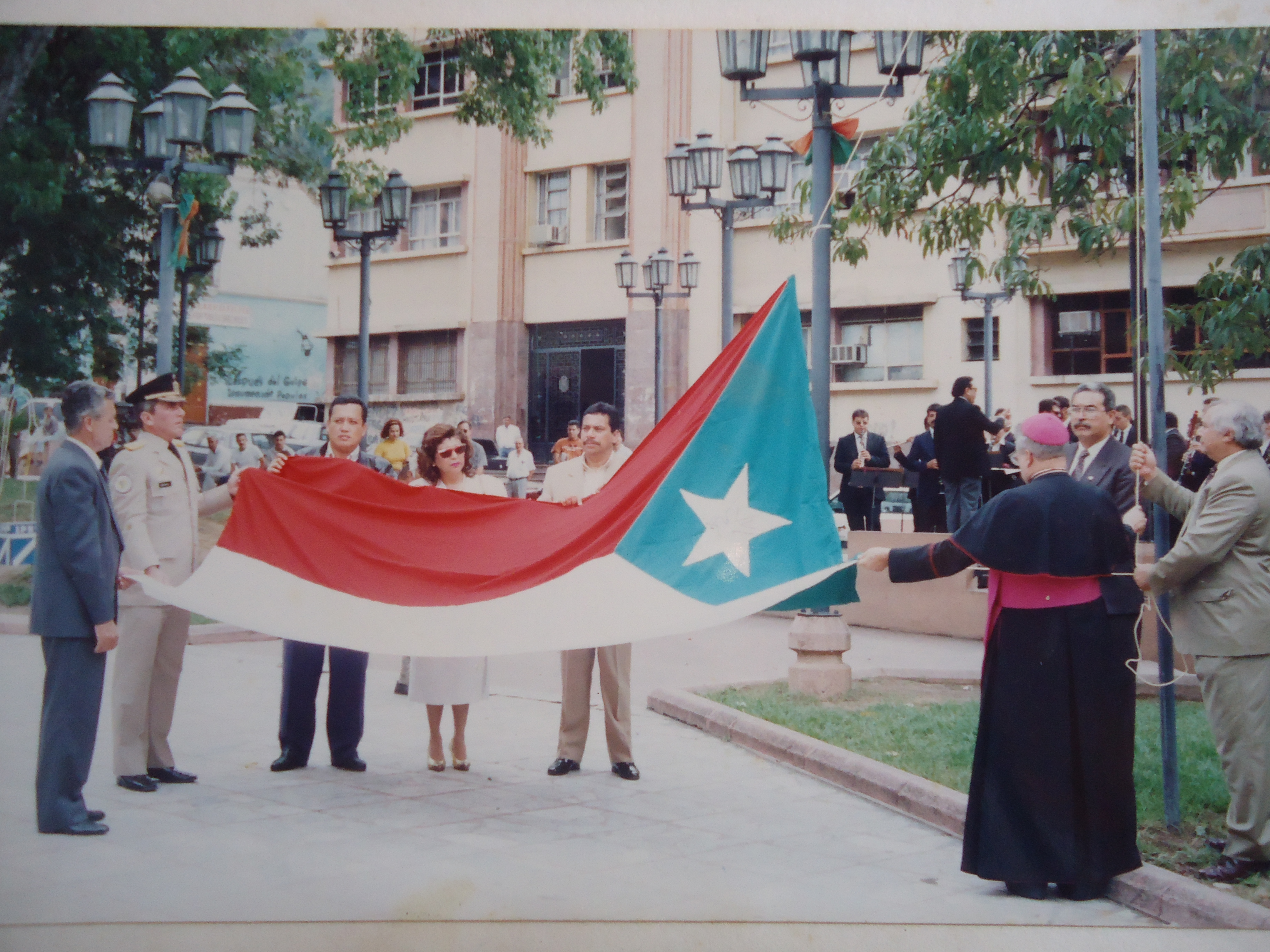
Izamiento de la Bandera del Estado Trujillo el 9 de octubre de 1994 por Autoridades Civiles y Eclesiásticas

En 1957 se une en matrimonio con Juana Antonia Paredes Urbina, con la que tiene cinco hijos: Gisela Beatriz, Oscar Alfredo, German Darío, Manuel Vicente y Oswaldo Ramón Núñez Paredes; esta unión concluye con la desaparición física de la referida Esposa en 1964. En 1968 contrae nuevamente nupcias con Enna Julia Rodríguez Paredes, con la que tiene tres hijos: Ana Elizabeth, Javier Alfredo y Egna Virginia Núñez Rodríguez.

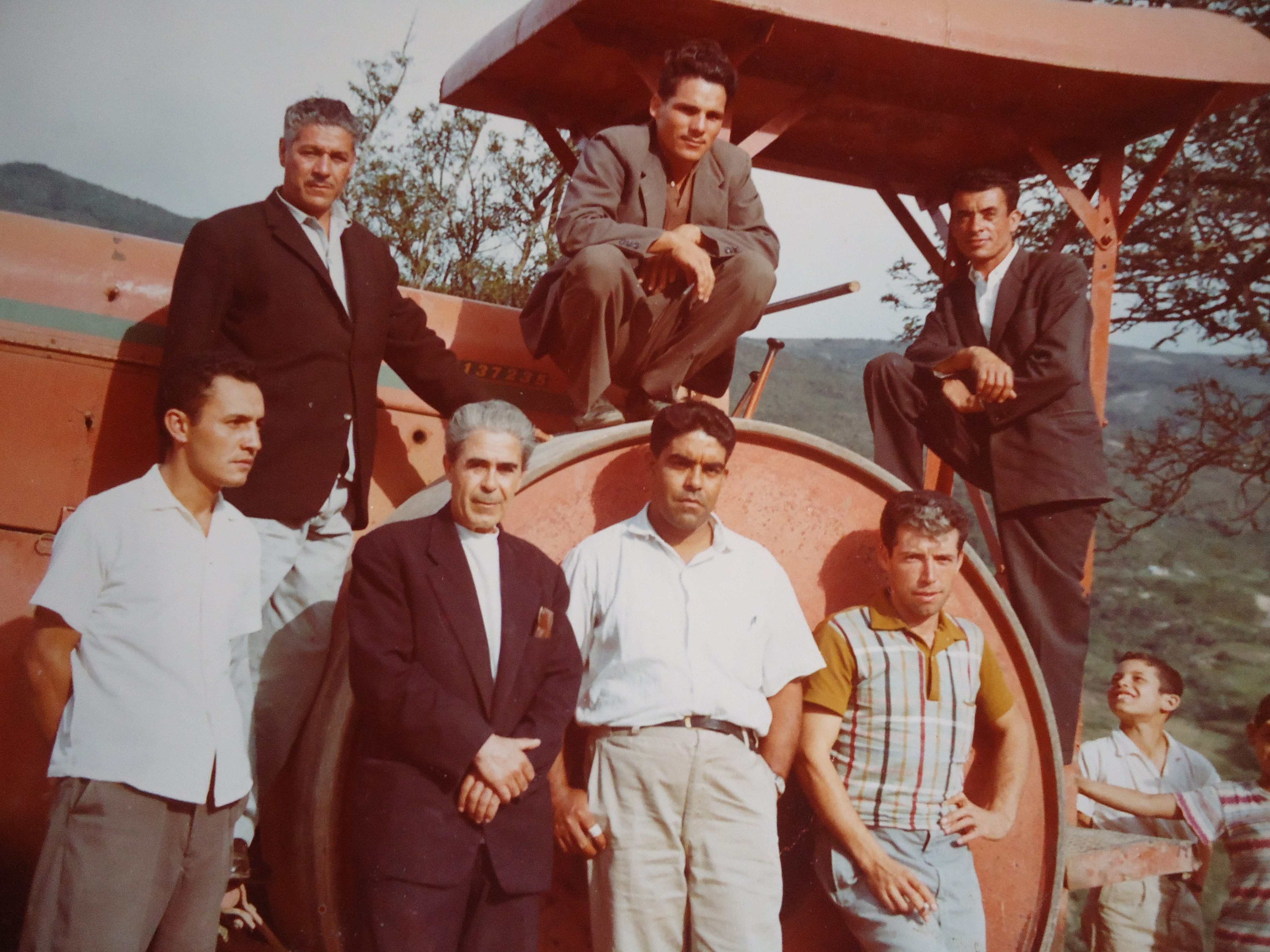
Inauguración de la Nueva Carretera al Sector el Vitoró en Santa Ana en 1967

Sus experiencias en educación, política, arte, historia le han permitido continuar con una labor tendiente a inculcar valores a través de conferencias, disertaciones, artículos de opinión, reuniones, entre otras, siendo la Casa de la Diversidad Cultural del Estado Trujillo dependiente del Ministerio de la Cultura la promotora de las distintas actuaciones así como también la Casa de la Cultura "Antonio Cortés Pérez". Su actividad cultural y de enseñanza ha estado dirigida en las distintas escuelas de la región, liceos y universidades, lo que le ha permitido obtener un sinnúmero de reconocimientos, diplomas, galardones de honor al mérito, y condecoraciones entre ellas: Orden "27 de Junio" entregada por el presidente de la República Rafael Caldera el 15 de enero de 1974, Orden Critobal Mendoza, 8 de octubre de 1994, Medalla Simbólica de la Corte Suprema de Justicia en 1995, Rotary Internacional Premio "Dr. Casimiro Salociek" el 4 de julio de 2002.

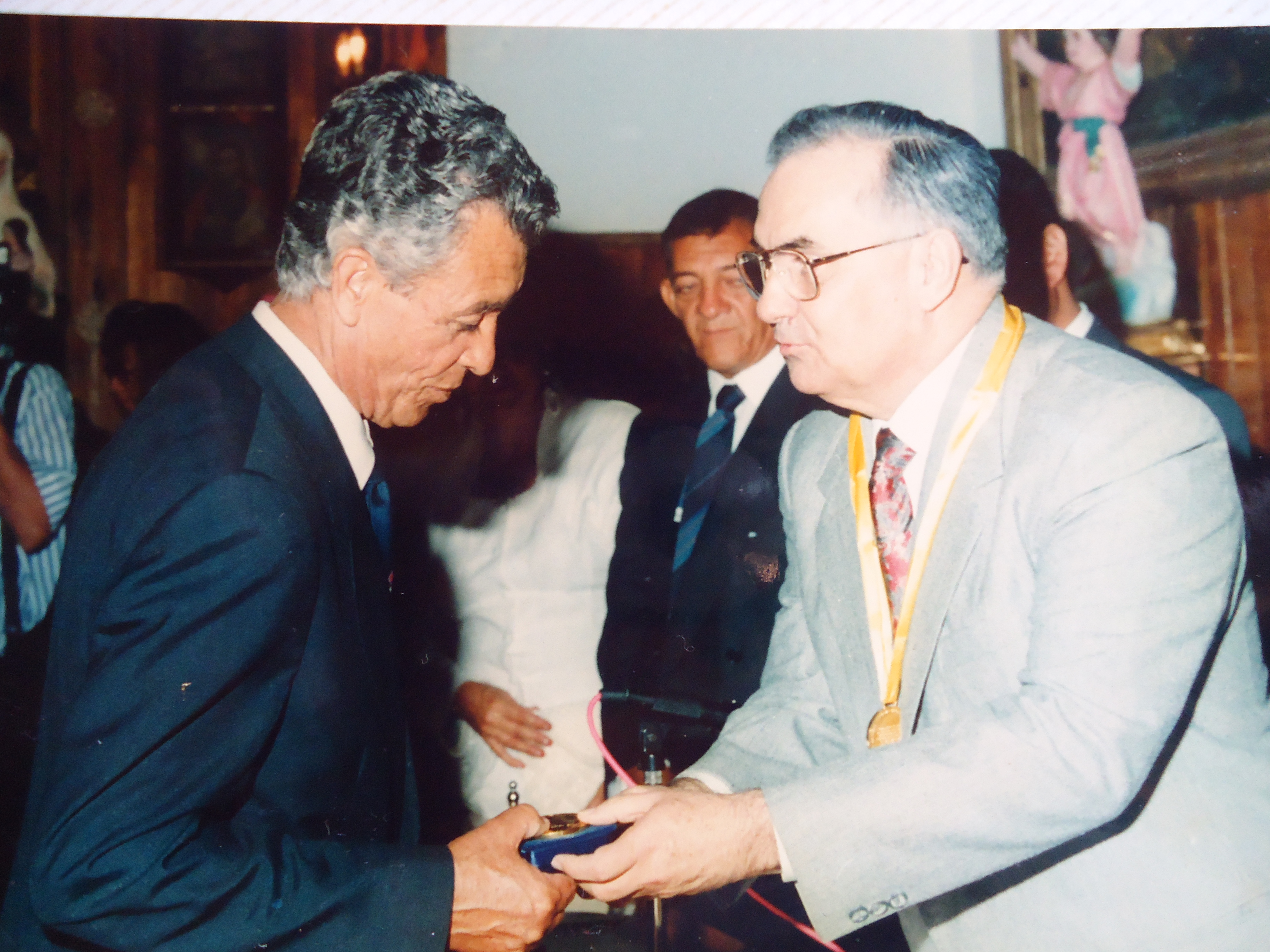
Condecoración otorgada en Sesión Solemne de la Corte Suprema de Justicia por primera vez en el interior del país con motivo al Bicentenario del Gran Mariscal de Ayacucho Antonio José de Sucre